# Cámara de Representantes de Carolina del Norte
La Cámara de Representantes de Carolina del Norte es una de las dos cámaras de la Asamblea General de Carolina del Norte. Está compuesta de 120 miembros, dirigidos por un presidente, que tiene poderes similares a los del presidente provisional del Senado de Carolina del Norte.
Los requisitos para ser miembro de la Cámara se encuentran en la Constitución del estado: "cada representante, en el momento de su elección, deberá ser un votante calificado del estado, y deberá haber residido en el distrito para el cual fue elegido por un año inmediatamente anterior a su elección”. En otra parte, la constitución especifica que los votantes calificados que tienen 21 años son elegibles para la candidatura, excepto si la constitución los descalifica, y que ningún funcionario electo puede negar la existencia de Dios, aunque esta última disposición ya no se aplica, ya que sería ilegal.
Antes de la Constitución de 1868, la cámara baja de la Legislatura de Carolina del Norte se conocía como Cámara de los Comunes.